# Kanton Nogent-sur-Oise
Kanton Nogent-sur-Oise (fr. Canton de Nogent-sur-Oise) je francouzský kanton v departementu Oise v regionu Hauts-de-France. Tvoří ho šest obcí. Zřízen byl v roce 2015.

## Obce kantonu
- Cauffry
- Laigneville
- Mogneville
- Monchy-Saint-Éloi
- Nogent-sur-Oise
- Villers-Saint-Paul